# Angara
Az Angara (oroszul: Ангара) folyó Oroszországban, a délkelet-szibériai térségben, a Jenyiszej jobb oldali mellékfolyója. Hossza 1779 km. 

## Ismertetése
Ez az egyetlen folyó, amely kifelé folyik a Bajkál-tóból. Miután elindul a Bajkál-tótól, Lisztvjanka várostól észak felé folyik Irkutszkig és Bratszkig, majd nyugat felé fordul. Sztrelka városnál ömlik a Jenyiszejbe.

## Mellékfolyói
- Jobb oldali mellékfolyói közül leghosszabb a Csadobec, a legnagyobb vízgyűjtő területtel rendelkező az Ilim; utóbbi torkolatánál található Uszty-Ilimszk városa.
- Legjelentősebb bal oldali mellékfolyója a Taszejeva, a jenyiszeji torkolattól 68 km-re ömlik az Angarába; további nagy bal oldali mellékfolyója az Irkut, a Kitoj, a Belaja,  az Oka és az Ija.

## Víztározók, vízerőművek
Bratszknál óriási duzzasztógátat építettek, ez a világ egyik legnagyobb vízerőműve. Ez az egy erőmű átlagosan évente 7,1 milliárd KWh elektromos áramot termel. Két másik gát is duzzasztja a folyót, és ezzel a világ egyik legtöbb energiát termelő folyója az Angara. Víztározók (a Bajkál felől és az elkészülés sorrendjében haladva):
- Irkutszki-víztározó
- Bratszki-víztározó
- Uszty-ilimszki-víztározó
- Bogucsani-víztározó.

Az Angara Irkutszk és Bratszk között hajózható, valamint Bratszk és Uszty-Ilimszk között is, de a duzzasztógátakon nem épültek hajózsilipek.

## Hidak az Angarán
- Irkutszknak három közúti hídja van az Angarán:[1]
  - Glazkovói híd – a városközpontban (Glazkovo elővárosról elnevezve), épült 1931–1936 között
  - Innokentyij híd – a folyón feljebb, a város szélén; 1978-ban készült el
  - Akadémiai híd – a folyón lejjebb; a városközpontot és az akadémiai városrészt köti össze, épült 1999–2013 között.
- Uszty-Ilimszkben, a közúti hidat 1972-ben adták át
- Bogucsanitól 20 km-re nyugatra, (a jobb parti Angarszkij falunál) 2011 őszén avatták fel a kétszer egysávos közúti hidat.